# Microregione di São João del-Rei
São João del-Rei è una microregione del Minas Gerais in Brasile, appartenente alla mesoregione di Campo das Vertentes.

## Comuni
È suddivisa in 15 comuni:
- Conceição da Barra de Minas
- Coronel Xavier Chaves
- Dores de Campos
- Lagoa Dourada
- Madre de Deus de Minas
- Nazareno
- Piedade do Rio Grande
- Prados
- Resende Costa
- Ritápolis
- Santa Cruz de Minas
- Santana do Garambéu
- São João del-Rei
- São Tiago
- Tiradentes